# Kościół Przemienienia Pańskiego i św. Walentego w Galewie
Kościół Przemienienia Pańskiego i świętego Walentego w Galewie – rzymskokatolicki kościół parafialny należący do parafii Przemienienia Pańskiego w Galewie (dekanat turecki diecezji włocławskiej).
Jest to świątynia wzniesiona w 1845 roku przez Wincentego i Marię Przechadzkich jako kaplica przy tamtejszym majątku. W latach 1927–1930 budowla została powiększona przez dobudowanie kaplicy Przemienienia Pańskiego i zakrystii w szczycie kościoła, nad którą jest umieszczony balkon. W kościele można zobaczyć: kopię obrazu Zdjęcie z krzyża Rubensa z sygnaturą: Głębocki 1925; obraz męczeństwa św. Erazma namalowany w 1837 roku, rzeźbę o charakterze ludowym – Chrystusa Frasobliwego, kielich w stylu barokowym. Organy pneumatyczne o 8 głosach zostały wykonane przez pana Chojnackiego z Fabianek w 1981 roku. W 2013 roku biskup Wiesław Mering ustanowił ustanowił w kościele Sanktuarium Przemienienia Pańskiego. Corocznie odpust ku czci tego święta ściąga licznych pielgrzymów z najbliższej okolicy.